# 马尔恰尼塞
马尔恰尼塞（義大利語：Marcianise），是意大利卡塞塔省的一个市镇。总面积30.21平方公里，人口39386人，人口密度1303.74人/平方公里（2020年）。ISTAT代码为061049。